# Gyimesi László (politikus)
Gyimesi László (Szeged, 1981. január 15.) magyar ügyvéd, politikus, önkormányzati képviselő, a Fidesz – Magyar Polgári Szövetség szegedi szervezetének elnöke.

## Származása
Szülei, nagyszülei is operaénekesek. Édesapja Gyimesi Kálmán, édesanyja Bajtay Horváth Ágota. Mindketten a Szegedi Nemzeti Színház művészei.

## Tanulmányai
Általános és középiskolai tanulmányait Szegeden végezte, 1999-ben érettségizett a szegedi Deák Ferenc Gimnáziumban. 2004-ben szerzett jogi diplomát a Szegedi Tudományegyetemen. 2008-ban jogi szakvizsgát tett, megalapította a Gyimesi Ügyvédi Irodát, amelyben azóta is ügyvédként dolgozik.

## Politikai pályafutása
2002 májusában barátjával, Cseri Lászlóval megalapította a szegedi Hajrá Magyarok Polgári Szövetség (HMPSZ) polgári kört. A HMPSZ rövid idő alatt aktívan bekapcsolódott a szegedi közéletbe; demonstrációi, aláírásgyűjtései, jótékonysági akciói, kulturális rendezvényei (Polgári Esték rendezvénysorozat) a szegedi közélet markáns elemévé váltak.
2004-ben belépett a Fideszbe. 2005-től 2007-ig a Fidesz szegedi szervezetének ügyvezető elnöke volt, 2007-ben ugyanitt elnökké választották. 2007 és 2009 között a Fidesz Csongrád megyei elnökségi tagjaként működött. 2005 és 2009 között a Fidesz Ifjúsági Tagozatának Csongrád megyei elnöke volt. 2005 és 2009 között a Fidesz Ifjúsági Tagozatának országos alelnökeként, valamint a Fidesz Országos Választmányának tagjaként tevékenykedett. 2006 óta Szeged Megyei Jogú Város Közgyűlésében önkormányzati képviselő.
2010-től Szeged-Belváros 2. sz. körzetének önkormányzati képviselője.
A Gazdasági és Pénzügyi Átvételi Ideiglenes Bizottság elnökeként a 100 százalékos önkormányzati tulajdonú szegedi cégek szocialista vezetés alatti gazdálkodását vizsgálta. A vizsgálat során számos visszaélésre és a közpénzek szabálytalan felhasználására derült fény.
2011-ben indítványozta a magyar Nobel-díjasok emlékparkjának megvalósítását Szegeden, de az ezzel kapcsolatos tervezetét végül is levették a Közgyűlés napirendjéről.
2013-ban indítványa révén a Közgyűlés támogatta Szent-Györgyi Albert szobrának kihelyezését a Szegedi Tudományegyetem Rektori Épületének lépcsőjére.